# 陳培哲
陳培哲（1955年12月5日—）是台灣肝臟科醫師。國立臺灣大學醫學院畢業，曾任臺大醫學院臨床醫學研究所所長、衛福部食藥署新冠疫苗評估審查委員、中國上海藥廠科學顧問等，現職臺灣醫學院教授、臺大醫院醫師、中央研究院院士。

## 生平
陳培哲出生於台中的書香世家，家中有四個兄弟，陳培哲在家中排行第二。由於父母在北部經商，四兄弟自幼即由祖父陳五常與祖母隔代教養。祖父家教甚嚴，要求四兄弟每天清晨六點起床，做完體操後灑掃庭除。陳五常的書法甚富盛名，在其教養下，四兄弟每天做完作業也必須練習半小時的書法，其中陳培哲尤受其薰陶，在書法學界頗負盛名。
1981年，陳培哲畢業於國立臺灣大學醫學系，並於1986年取得宾夕法尼亚大学博士學位。隔年返回台灣大學醫學院，擔任臨床醫學研究所副教授，並於同年進入台大醫院擔任內科住院醫師，接受陳定信等人的指導。1992年升任肝膽腸胃科主治醫師，1993年升任台大醫學院教授。
2003年，SARS疫情爆發期間，陳培哲參與收治病患，並在同年代表台灣參與世界衛生大會。2006年獲選為中央研究院院士，2011年獲選為世界科學院院士。

## 研究領域
陳培哲專精於肝炎研究，其中在丁型肝炎研究以及闡明B型肝炎致癌機轉尤有成績。
陳培哲在台灣C型肝炎防治史上也具有重要地位。在早期的台灣，丙型肝炎常透過輸血傳播，且由於當時美國開榮公司生產的檢驗試劑要價不斐，捐血中心根本無力負擔，陳培哲選殖出C型肝炎病毒RNA後，將基因片段技術轉移給政府，台灣才得以生產價格低廉的C型肝炎抗體檢驗試劑。

## 觀點與爭議

### 曾支持綠營後挺藍營
在政治觀點上，陳培哲三兄弟長期支持民主進步黨，曾在中華民國總統選舉期間公開支持過陳水扁和蔡英文。在蔡英文競選期間，陳培哲曾參與其醫療後援總會活動，三弟陳東升更曾擔任蔡競選期間的智庫教育小組召集人。陳也曾參與聯署呼籲讓身陷囹圄的前總統陳水扁保外就醫，但也表示「所有的政黨一上台一定是腐化的，這是民主政治的根本原則，不然為什麼要政黨輪替？所以我現在的原則一定是支持在野黨。我不挺藍、不挺綠，只挺民主。」
2020年代屢屢發表於民進黨政府立場不同的言論，如疫苗政策、校方與學生會之爭、捍衛亞亞武統言論等，於2025年6月，力挺由中國國民黨前立委鄭麗文號召的反公民團體大罷免（罷免中國國民黨立法委員）與多名中國國民黨籍人士、馬英九政府時期官員以及立場親中學者共同成為「黨外在野大聯盟」的發起人之一。

### 質疑台大學生會立場
2020年6月，臺灣大學學生會於校務會議提案建議設立「校園轉型正義小組」，遭校方否決。陳培哲認為，過去的台大學生會提供一個避風港的角色，讓學生勇於去外界為台灣社會重大議題抗爭，與當權者對立；現今的台大學生會不會承擔台灣社會的問題，以「鬥爭台大」向當權者獻媚，作為自己政治出路的終南捷徑。

### 反對國產新冠疫苗政策
2019年，中國武漢爆發出新型冠狀病毒所引發的猛烈性死傷肺炎2019冠狀病毒病（COVID-19）疫情，並陸續在2020-2021年傳染到台灣之後，任上海藥廠科學顧問的疫苗審查委員-陳培哲認為台灣國產疫苗廠全數選用次單元疫苗是「選錯技術」，認為次單元疫苗的開發時程長，且缺乏分散風險概念。同年5月18日，中華民國總統蔡英文公開表示7月要供應第一波國產疫苗，陳培哲認為此承諾已使食品藥物管理署的審查無法維持獨立性，因此於5月底請辭疫苗療效評估審查委員。陳培哲反對國產疫苗單純以免疫橋接結果作為試驗終點，也反對國產疫苗在第二期臨床試驗結束後就給予緊急使用授權（EUA）。

### 反對驅離武統言論的亞亞事件
2025年3月26日，陳培哲擔任發起人聯同其他74名學者署名提出「捍衛台灣民主法治與和平安全」聲明，指出「總統賴清德就任後不斷用民粹主義凝聚支持者向心力，台灣的言論自由空間快速遭到壓縮，戒嚴時代的思想審查已降臨台灣上空，並呼籲民進黨政府懸崖勒馬。」共同發起人黃德北表示提出聲明原因是賴清德恢復軍法審判、限制兩岸交流等17項措施及移民署強制亞亞出境，並表示發出此聲明遭受壓力。隔日陳培哲弟——國立臺灣大學機械系終身特聘教授陳炳煇表示不認同哥哥言論及不能拿國安問題冒險。

## 經歷
現職
- 國立臺灣大學醫學院臨床醫學研究所教授（1993年至今）
- 國立臺灣大學醫學院附設醫院內科主治醫師（1992年至今）

曾任
- 國立臺灣大學醫學院臨床醫學研究所副教授（1987年－1993年）
- 國立臺灣大學醫學院臨床醫學研究所所長（2002年－2009年）
- 國立臺灣大學醫學院醫學研究部主任（2005年－2009年）
- 國立臺灣大學醫學院肝炎研究中心主任（2001年－2003年）

## 家庭
陳培哲四兄弟中，有三人在國立台灣大學擔任教授，有「一門三傑」美稱，為台大創校以降第二例。
- 祖父：陳五常
- 弟：
  - 陳炳煇，國立台灣大學機械系終身教授。
  - 陳東升，國立台灣大學社會系教授。

## 外部連結
- 臺灣醫學生研究通訊 陳培哲院士專訪（繁體中文）